# DJ Hollywood
DJ Hollywood (* 10. Dezember 1954, bürgerlicher Name Anthony Holloway) ist ein Hip-Hop-DJ und MC und einer der Pioniere des Genres. Er oder sein ehemaliger Partner Lovebug Starski haben den Ausdruck Hip Hop geprägt.

## Karriere
Hollywood begann bereits im Alter von 14 Jahren seine musikalische Karriere. Nach seinen ersten Singversuchen in einigen Gruppen verlegte er sich aufs DJing. Ab 1971 legte er im Apollo Theater und der Charles Gallery in Harlem auf. Mit Aufkommen des Disco-Stils erlangte er erste Bekanntheit. Er war in den 1970er Jahren einer der populärsten Künstler des Old School Hip Hops und einer der ersten DJs, der bewusst tanzbare Passagen aus Liedern isolierte. Seine Mixe unterlegte er mit verschiedenen Reimen, den ersten Raps sozusagen. Er gilt zusammen mit Partnern und Konkurrenten wie Kool Herc, King Tim the 3rd und Grandmaster Flash zu den Erfindern des Hip Hops und wird zu den ersten Rappern gezählt. Laut Grandmaster Flash war er „one of the greatest solo rappers that ever there was“.
Er gilt außerdem als ein Pionier des Beatjuggling. Er prägte verschiedene Rap-Phrasen wie „Up my back and around my neck“ und „Woo-Ha, got the girls in check“, die später auch von anderen DJs verwendet wurden. Gegen Ende der 1970er hatte er einen Partner namens DJ Smalls. Den Höhepunkt seiner karriere feierte er Ende der 1970er, als er im Apollo Theater regelmäßig auftrat und mit seinen Sets das Publikum zwischen den Auftritten von anderen Künstlern anheizte. Seine Musik beeinflusste unter anderem Melle Mel, Kurtis Blow und die Sugar Hill Gang. Er verpasste jedoch Anfang der 1980er die Gelegenheit, einen Plattenvertrag zu erhalten. Seine Single Shock, Shock the House erschien zwar 1980 über Epic Records, doch während viele seiner Weggefährten Karriere machten, stagnierte DJ Hollywoods Karriere.
DJ Hollywood zog sich Mitte der 1980er aus der Hip-Hop-Szene zurück, um gegen seine Drogensucht anzukämpfen. Später versuchte er ein Comeback und schloss sich mit seinem alten Partner Lovebug Starski Tha Veteranz an und trat in New York und New Jersey auf.

## Diskografie
Wie bei vielen DJs der 1970er und 1980er Jahre sind DJ Hollywoods frühe Werke nicht auf Platte zu finden. Er verkaufte Anfang der 1970er jedoch einige 8-Spur-Kassetten im Umfeld seiner Konzerte.

### Alben / Kompilationen
- 1995: Rarities (Ol’ Skool Flava)
- 1995: Hollywood’s World (Tuff City Records)

### Singles/EPs
- 1980: Shock, Shock the House (Epic Records)
- 1983: I Feel great (von C.B.'s Bandstand, Mercury Records)
- 1984: Hollywood’s Message (H.I.K.I.M - ALI Records)
- 1985: Got the Beat for Christmas (mit DJ Tango, A&M Records)
- 1986: To Whoever It May Concern (World to World Records)
- 1987: Hollywood’s World (Abdull-Akbar Records Inc.)
- 1987: Love in the Afternoon (World to World Records)